# Hyphessobrycon sweglesi
Hyphessobrycon sweglesi, conosciuto comunemente come tetra fantasma rosso, è una piccola specie di tetra, un piccolo pesce dolce appartenente alla famiglia Characidae, originario del bacino del fiume Orinoco, in Sud America.

## Descrizione
Il tetra fantasma rosso è una specie di piccole dimensioni, con una lunghezza di poco superiore ai 3-4 centimetri. Il corpo ha forma romboidale, molto compresso ai fianchi. La pinna dorsale è alta, l'anale lunga, dal vertice appuntito. La coda è bilobata e arrotondata. La livrea è rosso vivo semitrasparente, con gli organi interni visibili e dai riflessi argentei sotto la pelle. Vi è una macchia nera dopo l'opercolo branchiale. La pinna dorsale ha il vertice macchiato di nero, mentre quella delle femmine possiede inoltre una macchia bianca e la pinna meno sviluppata del maschio; presentano inoltre una livrea più chiara, tendente al rosa giallastro.

## Distribuzione e habitat
Questo pesce è diffuso nel bacino del fiume Orinoco, e nei suoi affluenti.

## Biologia

### Riproduzione
Le uova sono rosso-brune, deposte dopo un complesso rituale di inseguimenti e giochi amorosi affrontati dai due riproduttori a pinne spiegate. Lasciate cadere sul fondo, le uova si schiuderanno dopo un giorno circa, senza alcuna cura parentale. Anche negli acquari le uova sono sensibili ai funghi.

### Alimentazione
Questa specie si nutre di insetti, larve, invertebrati e piccoli crostacei.

## Acquariofilia
Pur scoperto in tempi relativamente recenti (1961), H. sweglesi è un caracide apprezzato e commercializzato in tutto il mondo nel mondo dell'acquariofilia. Viene spesso però confuso con i simili Hyphessobrycon serpae e Hyphessobrycon haraldschultzi.
Si raccomanda di tenere un gruppo misto (maschi e femmine) di almeno 8-10 esemplari in un acquario non inferiore ai 76 litri (20 galloni).